# Bronsteinklasse
De Bronsteinklasse fregatten was een klasse van twee schepen van de United States Navy, neergelegd als escortejagers, maar later geherclassificeerd tot fregat, waarbij het rompsymbool veranderde van DE in FF.
Deze klasse was de tweede generatie van escortejagers van na de Tweede Wereldoorlog. Deze schepen waren redelijk experimenteel, want ze werden uitgerust met veel nieuwe systemen, waarvan een deel nog experimenteel was, zoals een nieuw rompontwerp, groter rompgemonteerd AN/SQS-26AX sonarsysteem en wapens voor onderzeebootbestrijding. Deze klasse was een nieuw ontwerp vanaf de kiel, waaronder de FRAM-verbeteringen en was specifiek gebouwd voor het gebruik van de QH-50 DASH afstand bestuurbare helikopter. Door het topgewicht van de ASW uitrusting en de grote op de boeg gemonteerde radar waren de Bronstein fregatten te langzaam om met de rest van de ASW-vloot te opereren. Daarom besloot de US Navy om niet meer schepen van deze klasse te bestellen. De latere Garciaklasse kregen een krachtigere aandrijving en een grotere snelheid.

## Schepen
Het eerste schip van de klasse, de USS Bronstein (FF-1037), werd neergelegd op 16 mei 1961 en kwam op 15 juni in dienst. Het schip werd gebouwd door Avondale Shipyard in Louisiana.
- USS Bronstein (FF-1037), verkocht aan Mexico in 1993, hernoemd Hermenegildo Galeana
- USS McCloy (FF-1038), verkocht aan Mexico in 1993, hernoemd Nicolas Bravo